# Вишнікін Андрій Борисович
Вишнікін Андрій Борисович (нар. 8 січня 1960 року в м. Магдебург, Німеччина)   — український науковець у галузі аналітичної хімії. Доктор хімічних наук, професор. Академік АН вищої школи України з 2017 року за науковим відділенням хімії. 

## Життєпис
Народився 8 січня 1960 року в місті Магдебург, Німеччина. 
Закінчив Дніпропетровський державний університет у 1982 році. В тому ж університеті навчався в аспірантурі і докторантурі. 
Кандидатську дисертацію захистив у 1988 році за темою «Реакції утворення та відновлення подвійних та змішанолігандних гетерополікомплексів галія та талія (III)» в Українському хіміко-технологічному університеті, а докторську дисертацію у 2012 році за темою «Модифіковані форми гетерополіаніонів у спектроскопічних методах аналізу» у фізико-хімічному інституті ім. О.В. Богатського НАН України. 
Всю професіональну кар'єру провів у Дніпровському національному університеті імені Олеся Гончара. 
Пройшов шлях від асистента до професора, завідувача кафедри аналітичної хімії. 
Звання професора за кафедрою аналітичної хімії присуджено у 2015 році. Для пояснення умов утворення та зміни забарвлення в ряді аналітичних систем (іонні асоціати катіонних або аніонних органічних барвників з гетерополікомплексами, галогенідними або псевдогалогенідними комплексами металів, катіонними поліелектролітами, органічними сполуками, які містять вторинну, третинну або четвертинну амонійну групу) запропонував теорію, яка ґрунтується на утворенні малорозчинних наночастинок, в склад яких входять агреговані молекули барвника. 

## Наукова діяльність
Вперше в Україні почав систематичні дослідження з розробки автоматизованих проточних методів аналізу, методів мікроекстракційного рідинного концентрування та відділення. 
За результатами наукових досліджень опублікував понад 360 наукових праць, серед яких 141 стаття, в тому числі це 42 статті у провідних зарубіжних наукових журналах, таких як «Analytical Chemistry», «Analytica Chimica Acta», «Talanta» та інші. 
Є співавтором 2 наукових монографій, присвячених хімії та аналітичній хімії гетерополікомплексів. Індекс Гірша 13. Розроблені навчальні курси відносяться до галузі аналітичної хімії. Серед них новаторські курси з проточних методів аналізу та методів мікроекстракції, які прочитані й за кордоном. 
У 2014 році вийшов у співавторстві підручник для студентів «Аналітична хімія. Хімічні методи аналізу». 
Під керівництвом Вишнікіна А.Б. захищено 12 кандидатських дисертацій. Серед аспірантів Вишнікіна А.Б. троє є іноземцями. 
Член редакційних колегій журналів, які індексуються у базах даних Scopus та WoS, «Методи і об’єкти хімічного аналізу» та «Journal of Chemistry and Technologies» (редактор за напрямом «Аналітична хімія»). 
Член Наукової ради Міністерства освіти та науки України за секцією «Хімія». Експерт Національного фонду досліджень України. 
Активно співробітничає з зарубіжними науковцями, серед яких виділяється багаторічна співпраця з вченими кафедри аналітичної хімії Університету імені Павла Йожефа Шафарика у Кошице, за результатами якої опубліковано 20 наукових статей, організовано 9 візитів студентів та аспірантів, а два студенти ДНУ стали аспірантами цього університету. 
Також налагоджено плідні контакти з вченими-аналітиками Фармацевтичного факультету Карлового університету, Чехія, Технічного університету м. Берлін, Німеччина, двох турецьких університетів - Середньо-східного технічного університету у м. Анкара та Караманського університету у м Караман, університету ім. Аристотеля у м. Салоніки, Греція.

## Відзнаки
Нагороджений медаллю «25 років Академії наук вищої школи України» у 2017 році. 